# Вюльфрат
Вюльфрат (нім. Wülfrath) — громада в Німеччині, знаходиться в землі Північний Рейн-Вестфалія. Підпорядковується адміністративному округу Дюссельдорф. Входить до складу району Меттман.
Площа — 32,23 км2. Населення становить 21 003 ос. (станом на 31 грудня 2020).